# 1971年バレーボール男子アフリカ選手権
1971年バレーボール男子アフリカ選手権（1971 Men's African Nations Championship）は、1971年にエジプトのカイロで開催された、アフリカバレーボール連盟主催の第2回バレーボールアフリカ選手権男子大会。
出場国は7カ国。チュニジアが2大会連続2回目の優勝を飾った。

## 最終結果
| 順位 | 国               |
| ---- | ---------------- |
| 1    | チュニジア       |
| 2    | エジプト         |
| 3    | マダガスカル     |
| 4    | カメルーン       |
| 5    | セネガル         |
| 6    | コートジボワール |
| 7    | トーゴ           |